# Ar'ara ba-Negev
Ar'ara ba-Negev (hebrejsky עַרְעָרָה בַּנֶּגֶב, arabsky عرعرة, Ar'arat an-Nakab, v oficiálním přepisu do angličtiny Ar'ara-BaNegev) je místní rada (malé město) v Izraeli v Jižním distriktu.

## Geografie
Leží nadmořské výšce 452 metrů v zvlněné krajině v centrální části Negevské pouště. Terén člení vádí Nachal Tale.
Leží v hustě osídlené oblasti, která je etnicky smíšená. Ar'ara ba-Negev obývají izraelští Arabové, respektive Beduíni, další velká města v regionu jako Beerševa jsou židovská. Město je na dopravní síť napojeno pomocí dálnice číslo 80, která se na západním okraji města kříží s dálnicí číslo 25. Podél dálnice číslo 25 rovněž vede železniční trať, která zde ale nemá stanici.

## Dějiny
Město vzniklo v roce 1981, podle jiných zdrojů v roce 1982, jako zatím poslední plánovitě zbudované městské sídliště pro izraelské beduíny. Původně bylo součástí Oblastní rady Mašoš. Po jejím zrušení získalo roku 1996 status místní rady (malého města).
Jméno obce je odvozeno od nedaleké archeologické lokality Aro'er, což byl původní název města, později upravený do nynější podoby, přičemž pro odlišení od města Ar'ara v severní části Izraele je označeno přívlastkem ba-Negev (tedy „v Negevu“).

## Demografie
Ar'ara ba-Negev je město s ryze arabskou populací. V roce 2005 tvořili 100,0 % obyvatelstva arabští muslimové.
Jde o středně velké sídlo městského typu s trvalým rychlým růstem. K 31. prosinci 2015 zde žilo podle Centrálního statistického úřadu (CBS) 15 800 lidí.
| Rok            | 1983  | 1995  | 1999  | 2000  |
| -------------- | ----- | ----- | ----- | ----- |
| Počet obyvatel | 1 262 | 6 590 | 9 000 | 9 000 |

| Rok            | 2001   | 2003   | 2004   | 2005   | 2006   | 2007   | 2008   | 2009   | 2010   | 2011   | 2012   | 2013   | 2014   | 2015   |
| -------------- | ------ | ------ | ------ | ------ | ------ | ------ | ------ | ------ | ------ | ------ | ------ | ------ | ------ | ------ |
| Počet obyvatel | 10 000 | 11 003 | 11 659 | 12 060 | 12 528 | 12 995 | 13 484 | 12 038 | 12 700 | 13 600 | 14 200 | 14 800 | 15 300 | 15 800 |

* údaje za rok 2001 a od roku 2010 zaokrouhleny na stovky